# Miramont e Sençac
Miramont e Sensac (en francès Miramont-Sensacq) és un municipi francès situat al departament de les Landes i a la regió de la Nova Aquitània.

## Demografia
| 1962                                       | 1968 | 1975 | 1982 | 1990 | 1999 | 2007 |
| ------------------------------------------ | ---- | ---- | ---- | ---- | ---- | ---- |
| 445                                        | 478  | 436  | 395  | 380  | 366  | 363  |
| Des de 1962: població sense dobles comptes |      |      |      |      |      |      |

## Administració
| Període   | Identitat        | Partit |
| --------- | ---------------- | ------ |
| 2001-2008 | Jean Sarramagnan | UMP    |
| 2001-     | Pascal Beaumont  |        |